# Heteropoda camelia
Heteropoda camelia är en spindelart som beskrevs av Embrik Strand 1914. Heteropoda camelia ingår i släktet Heteropoda och familjen jättekrabbspindlar.
Artens utbredningsområde är Colombia. Inga underarter finns listade i Catalogue of Life.